# Wrong Crowd
Wrong Crowd – drugi album studyjny brytyjskiego piosenkarza indiepopowego, kompozytora i autora tekstów Toma Odella. Został wydany 10 czerwca 2016 roku przez wytwórnię RCA Records.

## Tło nagrywania
Album wraz z tytułowym singlem zostały ogłoszone 4 kwietnia 2016 roku. Tego samego dnia opublikowano również teledysk do piosenki Wrong Crowd, który promował nową trasę koncertową. Album powstał przy współpracy Toma Odella z Jimem Abbissem, który wcześniej pracował z Arctic Monkeys, Kasabian oraz Adele.

## Lista utworów
| Nr  | Tytuł utworu                                            | Długość |
| --- | ------------------------------------------------------- | ------- |
| 1.  | „Wrong Crowd” (Tom Odell, Rick Nowels)                  | 4:27    |
| 2.  | „Magnetised” (Odell, Nowels)                            | 3:57    |
| 3.  | „Concrete” (Odell)                                      | 3:49    |
| 4.  | „Constellations” (Odell, Andy Burrows)                  | 4:36    |
| 5.  | „Sparrow” (Odell)                                       | 4:56    |
| 6.  | „Still Getting Used To Being on My Own” (Odell, Nowels) | 3:03    |
| 7.  | „Silhouete” (Odell, Jamie Scott)                        | 4:47    |
| 8.  | „Jealousy” (Odell)                                      | 3:49    |
| 9.  | „Daddy” (Odell)                                         | 3:18    |
| 10. | „Here I Am” (Odell, Burrows)                            | 3:29    |
| 11. | „Somehow” (Odell)                                       | 6:52    |
|     |                                                         | 47:03   |

Deluxe Edition (dodatkowe utwory)
| Nr | Tytuł utworu                                     | Długość |
| -- | ------------------------------------------------ | ------- |
| 1. | „She Don't Belong to Me” (Odell, Abbiss)         | 3:58    |
| 2. | „Mystery” (Odell, Abbiss)                        | 4:24    |
| 3. | „Entertainment” (Odell, Rich Cooper)             | 3:30    |
| 4. | „I thought I Knew What Love Was” (Odell, Cooper) | 3:46    |
|    |                                                  | 15:38   |

## Listy przebojów

### Zestawienie tygodniowe (2016)
| Państwo                                       | Lista               | Najwyższa pozycja |
| --------------------------------------------- | ------------------- | ----------------- |
| Australia                                     | ARIA                | 29                |
| Austria                                       | Ö3 Austria          | 35                |
| Belgia                                        | Ultratop Flanders   | 13                |
| Belgia                                        | Ultratop Wallonia   | 36                |
| Czechy                                        | ČNS IFPI            | 7                 |
| Dania                                         | MegaCharts          | 9                 |
| Francja                                       | SNEP                | 89                |
| Niemcy                                        | Offizielle Top 100  | 16                |
| Irlandia                                      | IRMA                | 6                 |
| Włochy                                        | FIMI                | 45                |
| Nowa Zelandia                                 | RMNZ                | 45                |
| Polska                                        | ZPAV                | 15                |
| Hiszpania                                     | Promusicae          | 50                |
| Szwecja                                       | Sverigetopplistan   | 58                |
| Szwajcaria                                    | Schweizer Hitparade | 2                 |
| Wielka Brytania                               | OCC                 | 2                 |
| Stany Zjednoczone (US Top Heatseekers Albums) | Billboard           | 8                 |
| Stany Zjednoczone (US Top Rock Albums)        | Billboard           | 48                |

### Zestawienie roczne (2016)
| Państwo         | Lista | Najwyższa pozycja |
| --------------- | ----- | ----------------- |
| Wielka Brytania | OCC   | 88                |

### Certyfikacje
| Kraj                  | Certyfikacja | Sprzedaż |
| --------------------- | ------------ | -------- |
| Wielka Brytania (BPI) | Srebro       | 60.000   |

## Wydanie
| Kraj            | Data            | Format      | Wytwórnia        |
| --------------- | --------------- | ----------- | ---------------- |
| Wielka Brytania | 20 czerwca 2016 | RCA Records | Digital download |